# Monochroa lucidella
Monochroa lucidella là một loài bướm đêm thuộc họ Gelechiidae. Nó được tìm thấy ở hầu hết châu Âu, ngoại trừ Tây Ban Nha, Thụy Sĩ và hầu hết bán đảo Balkan.
Sải cánh dài 12–14 mm. Con trưởng thành bay từ tháng 6 đến tháng 7.

## Phụ loài
- Monochroa lucidella immaculatella Huemer, 1996 (Italy)
- Monochroa lucidella lucidella (Stephens, 1834)
- UKmoths
- Fauna Europaea Lưu trữ ngày 22 tháng 6 năm 2011 tại Wayback Machine